# Shivananda
(Sivananda)
Sivananda Kuppuswamy Sarasvati (Pathamadai, 8 settembre 1887 – Rishikesh, 14 luglio 1963) è stato un medico, filosofo e yogi indiano.

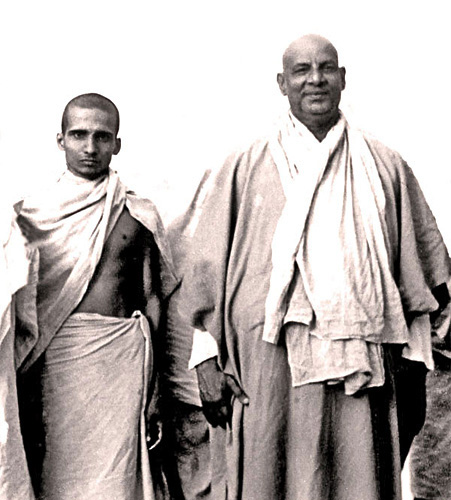
Sivananda (a destra), con l'allievo Krisnananda

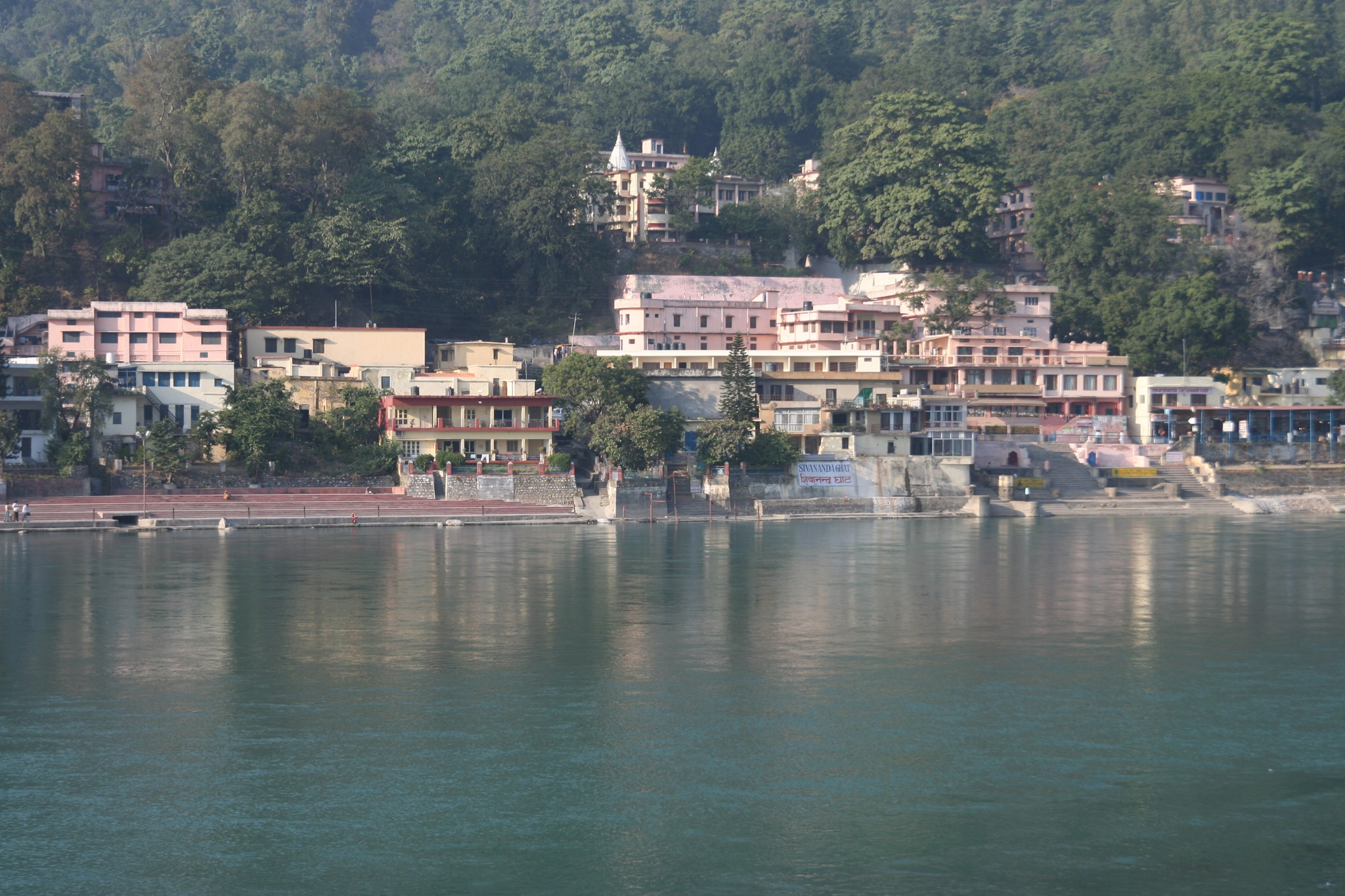
Sivananda Kutir sotto e Sivananda Ashram sopra, a Muni Ki Reti, Rishikesh

Spesso indicato con l'appellativo swami ovvero "maestro", fu un maestro yoga molto importante che visse per anni nell'eremo o ashram presso Rishikesh. Autore di svariati libri di riferimento di yoga, fondatore di alcune scuole di yoga, ha ideato la famosa sequenza di asana serie Rishikesh.

## La vita
Terzo figlio della sua famiglia, Sivananda nacque a Pathamadai, frequentò la scuola di medicina presso Tanjore in India e dopo la laurea esercitò la professione medica per dieci anni nella Malesia britannica. Iniziò alcune letture filosofiche e religiose che lo convinsero ad abbandonare la clinica: così nel 1923 tornò in India in un lungo viaggio attraverso Varanasi, Nashik fino a giungere a Rishikesh dove incontrò colui che diventò il suo maestro Swami Vishwananda Saraswati.
Il maestro lo consacrò e lo iniziò alla meditazione, alla quale Sivananda si dedicò con intensità. Dopo alcuni anni di pratica, nel 1931 Sivananda iniziò un lungo pellegrinaggio monastico che lo portò in giro per l'India dove incontrò molte persone e approfondì molte conoscenze. Lungo il pellegrinaggio e al suo ritorno a Rishikesh, molte persone iniziarono a seguirlo intensamente come veri e propri studenti, così nel 1932 si formò un ashram a Rishikesh. Successivamente nel 1936 fondò la "Società della vita divina" (Divine Life Society) e nel 1948 fondò la "Accademia di Yoga Vedanta" (Yoga-Vedanta Forest Academy) dove insegnava la sua disciplina detta "yoga della sintesi".
Prima di morire nel 1963, la fama di Sivananda si estese in molte parti del mondo. Egli scrisse gratuitamente quasi 300 libri su varie tematiche spirituali nelle quali enfatizzò sempre l'importanza della pratica rispetto alla teoria. Realizzò la sequenza di asana detta "serie Rishikesh".

## Filosofia
La filosofia di Sivananda sottolinea l'importanza suprema del brahman nella sua accezione di "origine di ogni cosa" ovvero di "assoluto". In particolare ogni forma vitale nel corso della sua vita tende a riunificarsi nel Brahmā e anche la morte non è che un episodio, un passaggio. Il mondo non è reale, solo la mente è la realtà: il mondo è una manifestazione del brahman, è brahman in azione.
Sivananda parla un linguaggio universale che a rigore non può essere catalogato in nessuna religione specifica, per lui la vera religione è la religione del cuore e dell'amore che è per sua natura rivolta a tutti. Anzi, auspica l'unità delle religioni intorno all'ideale di vita “Alzare il caduto, guidare il cieco, dividere con gli altri ciò che ho, portare sollievo all'afflitto, rallegrare il sofferente, amare il prossimo”, ulteriormente riassunto nel motto “Servi, ama, dona, purifica, medita, realizza”.
In italiano
- Swami Sivananda, Lo yoga nella vita quotidiana (Yoga in daily life), traduzione di Giuliano Vecchiè. Roma, Casa editrice Astrolabio-Ubaldini, 1996.
- Swami Sivananda, Così parla Sivananda: pensieri e massime. Assisi, Tip. Properzio, 1992
- Swami Sivananda, La conquista dell'ira. Assisi, Tip. Properzio, 1999
- Swami Sivananda, La potenza del pensiero, presentazione di Giorgio Furlan. Roma, Babaji, 1973
- Swami Sivananda, Concentrazione e meditazione. Roma, Edizioni Mediterranee, 1972
- Swami Sivananda, Kundalini yoga. Paternò, Vidyananda, 1987
- Swami Sivananda, Immortalità cosmica, presentazione di Giorgio Furlan. Roma, Babaji, 2001
- Swami Sivananda, La pratica del Karma Yoga: legge del Karma e reincarnazione. Assisi: Vidyananda, 2006
- Swami Sivananda, Brahmacharya: teoria e pratica della castitá. Assisi: Vidyananda, 1988
- Swami Sivananda, La Salute e la felicità, traduzione dall'inglese di Claudio Bracci; prefazione di K. A. Tawker. Firenze: Casa Ed. Macrì, 1956
- Swami Sivananda, La Bhagavad Gita, traduzione integrale dal sanscrito e commento; traduzione dall'inglese di L. e L. Porpora. Roma: Edizioni Mediterranee, 2005